# Langmuir-Fackel
Als Langmuir-Fackel, auch Arcatom-Schweißen, wird ein Schweißverfahren bezeichnet, das von Irving Langmuir 1924 entwickelt wurde.
Das Schweißverfahren spaltet Wasserstoffmoleküle in einem Lichtbogen, der mit Wasserstoffgas durchströmt wird, zwischen zwei Wolframelektroden in atomaren Wasserstoff. Das Gas aus atomarem Wasserstoff wird auf die zu schweißende Metalloberfläche geleitet und vereint sich wieder zu Wasserstoffmolekülen. Die dabei freiwerdende Reaktionswärme kann zum Schweißen Temperaturen bis 4000 °C erreichen. Zusätzlich dient der Wasserstoff als Schutzgas, was die Oxidation verhindert. Nur wenige Verbindungen, wie Tantalhafniumcarbid oder unterstöchiometrisches Tantalcarbid können damit nicht geschmolzen werden.

## Unterschiede zu anderen Schweißverfahren
Während beim Lichtbogenschweißen ein Lichtbogen zwischen einem metallisch leitenden Werkstoff und der Elektrode erzeugt wird, ist das Schmelzen von nichtleitenden Werkstoffen mit der Langmuir-Fackel möglich, indem die zugeführte Wärme zum einen über den im Lichtbogen zwischen zwei Wolframelektroden erhitzten Wasserstoff auf das Werkstück übertragen wird und zum anderen durch die Rekombinationswärme des atomaren Wasserstoffs zu molekularem erhöht wird. Hierin ist der wesentliche Unterschied zu den Verfahren des Lichtbogenschweißens zu sehen, die zwischen abschmelzenden (Werkstoffzuführung) und nicht abschmelzenden (meist Wolframelektroden) Elektroden unterschieden, siehe Schweißen und Wolfram-Inertgas-Schweißen. Diese verwenden meist Edelgase, die keine Reaktion mit den Werkmaterialien eingehen, also inert bleiben.

## Video-Dokumentation
- The Inside of Atomic Hydrogen Arc Welding, Part 1 – 1943
- The Inside of Atomic Hydrogen Arc Welding, Part 2 – 1943